# Aue (Wanfried)
Aue (Ausspracheⓘ) ist ein Ortsteil von Wanfried im nordhessischen Werra-Meißner-Kreis. Das Dorf 
liegt zwischen Eschwege und Wanfried südlich der Werra am Hang des Schlierbachswaldes. Durch den Ort führt die Landesstraße 3244.

## Geschichte

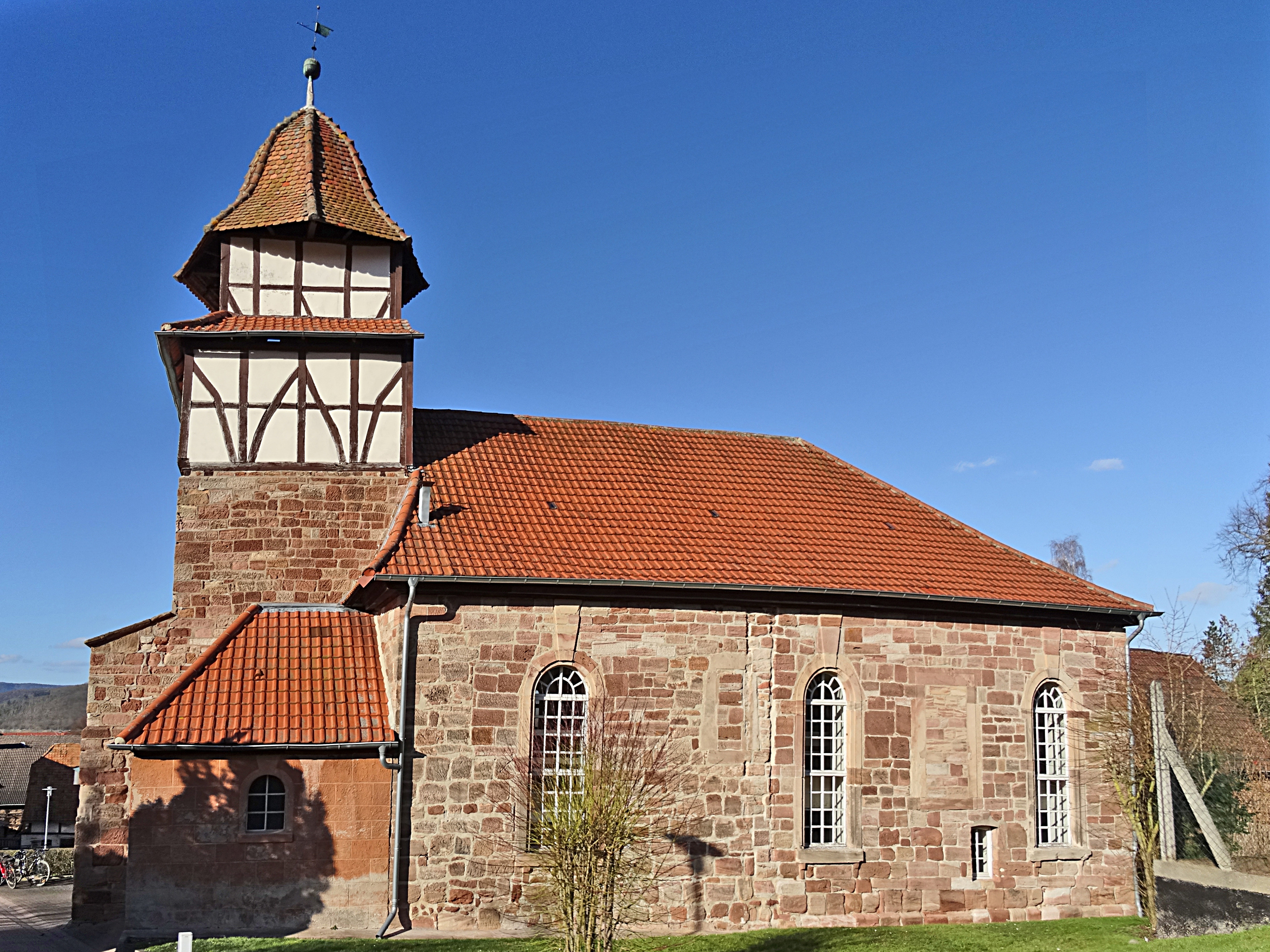
Die evangelische Kirche des Ortes

### Ortsgeschichte
Die älteste bekannte schriftliche Erwähnung von ooo erfolgte unter dem Namen Owa im Jahr 1128.
Möglicherweise bestand das Dorf schon um 900. Die frühe Geschichte Aues ist eng mit der am nördlichen Ortsrand gelegenen Wasserburg Aue, wo die Adelsgeschlechter von der Aue, von Hornsberg und von Eschwege nacheinander ansässig waren, sowie dem Cyriakusstift in Eschwege verbunden. Das Dorf war lange zwischen den Landgrafschaften Hessen und Thüringen umstritten, ehe es 1436 endgültig an Hessen fiel.
Die evangelische Kirche geht auf eine mittelalterliche Gründung zurück, von der der Westturm erhalten ist. Das Schiff wurde 1831/32 vom kurhessischen Landbaumeister J. F. Matthei errichtet. Bemerkenswerte expressionistische Glasmalereien, 1932 vom Marburger Glasmaler Erhard Klonk entworfen, 1934 eingebaut, eine Stiftung der von Eschwege, befinden sich links und rechts der Kanzel.
Hessische Gebietsreform (1970–1977)
Zum 31. Dezember 1971 wurde im Zuge der Gebietsreform in Hessen die bis dahin selbständige Gemeinde Aue auf freiwilliger Basis als Stadtteil nach Wanfried eingegliedert.
Für Aue wurde ein Ortsbezirk mit Ortsbeirat und Ortsvorsteher nach der Hessischen Gemeindeordnung gebildet.

### Verwaltungsgeschichte im Überblick
Die folgende Liste zeigt die Staaten und Verwaltungseinheiten, denen Aue angehört(e):
- vor 1567: Heiliges Römisches Reich, Landgrafschaft Hessen, Amt Eschwege
- ab 1567: Heiliges Römisches Reich, Landgrafschaft Hessen-Kassel, Niederhessen, Amt Eschwege
  - 1627–1834: Landgrafschaft Hessen-Rotenburg (sogenannte Rotenburger Quart), teilsouveränes Fürstentum unter reichsrechtlicher Oberhoheit der Landgrafschaft Hessen-Kassel bzw. des Kurfürstentums Hessen
- ab 1806: Landgrafschaft Hessen-Kassel, Rotenburger Quart, Amt Eschwege
- 1807–1813: Königreich Westphalen, Departement der Werra, Distrikt Eschwege, Kanton Aue (Friedensgericht Aue)
- ab 1815: Kurfürstentum Hessen, Amt Eschwege
- ab 1821/22: Kurfürstentum Hessen, Provinz Niederhessen, Kreis Eschwege[7][Anm. 2]
- ab 1848: Kurfürstentum Hessen, Bezirk Eschwege
- ab 1851: Kurfürstentum Hessen, Provinz Niederhessen, Kreis Eschwege
- ab 1867: Königreich Preußen, Provinz Hessen-Nassau, Regierungsbezirk Kassel, Kreis Eschwege
- ab 1871: Deutsches Reich, Königreich Preußen, Provinz Hessen-Nassau, Regierungsbezirk Kassel, Kreis Eschwege
- ab 1918: Deutsches Reich, Freistaat Preußen, Provinz Hessen-Nassau, Regierungsbezirk Kassel, Kreis Eschwege
- ab 1944: Deutsches Reich, Freistaat Preußen, Provinz Kurhessen, Landkreis Eschwege
- ab 1945: Deutsches Reich, Amerikanische Besatzungszone, Groß-Hessen, Regierungsbezirk Kassel, Landkreis Eschwege
- ab 1946: Deutsches Reich, Amerikanische Besatzungszone, Hessen, Regierungsbezirk Kassel, Landkreis Eschwege
- ab 1949: Bundesrepublik Deutschland, Hessen, Regierungsbezirk Kassel, Landkreis Eschwege
- ab 1972: Bundesrepublik Deutschland, Hessen, Regierungsbezirk Kassel, Landkreis Eschwege, Stadt Wanfried
- ab 1974: Bundesrepublik Deutschland, Hessen, Regierungsbezirk Kassel, Werra-Meißner-Kreis, Stadt Wanfried

## Bevölkerung

### Einwohnerstruktur 2011
Nach den Erhebungen des Zensus 2011 lebten am Stichtag dem 9. Mai 2011 in Aue 495 Einwohner. Darunter waren 3 (0,6 %) Ausländer.
Nach dem Lebensalter waren 54 Einwohner unter 18 Jahren, 174 waren zwischen 18 und 49, 141 zwischen 50 und 64 und 126 Einwohner waren älter. Die Einwohner lebten in 225 Haushalten. Davon waren 48 Singlehaushalte, 87 Paare ohne Kinder und 69 Paare mit Kindern, sowie 18 Alleinerziehende und 3 Wohngemeinschaften. In 54 Haushalten lebten ausschließlich Senioren und in 135 Haushaltungen leben keine Senioren.

### Einwohnerzahlen
Quelle: Historisches Ortslexikon
- 1574: 36 Haushaltungen
- 1747: 49 Haushaltungen

| Aue: Einwohnerzahlen von 1834 bis 2011 | Aue: Einwohnerzahlen von 1834 bis 2011 | Aue: Einwohnerzahlen von 1834 bis 2011 | Aue: Einwohnerzahlen von 1834 bis 2011 | Aue: Einwohnerzahlen von 1834 bis 2011 |
| --- | -------------------------------------- | -------------------------------------- | -------------------------------------- | -------------------------------------- |
| Jahr |                                        |                                        |                                        | Einwohner                              |
| 1834 | 1834                                   |                                        | 425                                    | 425                                    |
| 1840 | 1840                                   |                                        | 457                                    | 457                                    |
| 1846 | 1846                                   |                                        | 520                                    | 520                                    |
| 1852 | 1852                                   |                                        | 501                                    | 501                                    |
| 1858 | 1858                                   |                                        | 501                                    | 501                                    |
| 1864 | 1864                                   |                                        | 469                                    | 469                                    |
| 1871 | 1871                                   |                                        | 458                                    | 458                                    |
| 1875 | 1875                                   |                                        | 471                                    | 471                                    |
| 1885 | 1885                                   |                                        | 492                                    | 492                                    |
| 1895 | 1895                                   |                                        | 443                                    | 443                                    |
| 1905 | 1905                                   |                                        | 481                                    | 481                                    |
| 1910 | 1910                                   |                                        | 455                                    | 455                                    |
| 1925 | 1925                                   |                                        | 478                                    | 478                                    |
| 1939 | 1939                                   |                                        | 447                                    | 447                                    |
| 1946 | 1946                                   |                                        | 728                                    | 728                                    |
| 1950 | 1950                                   |                                        | 739                                    | 739                                    |
| 1956 | 1956                                   |                                        | 661                                    | 661                                    |
| 1961 | 1961                                   |                                        | 568                                    | 568                                    |
| 1967 | 1967                                   |                                        | 522                                    | 522                                    |
| 1970 | 1970                                   |                                        | 569                                    | 569                                    |
| 1980 | 1980                                   |                                        | ?                                      | ?                                      |
| 1987 | 1987                                   |                                        | 595                                    | 595                                    |
| 2000 | 2000                                   |                                        | ?                                      | ?                                      |
| 2011 | 2011                                   |                                        | 495                                    | 495                                    |
| Datenquelle: Historisches Gemeindeverzeichnis für Hessen: Die Bevölkerung der Gemeinden 1834 bis 1967. Wiesbaden: Hessisches Statistisches Landesamt, 1968. Weitere Quellen: LAGIS; Zensus 2011 |                                        |                                        |                                        |                                        |

### Historische Religionszugehörigkeit
| • 1885: | 447 evangelische (= 94,90 %), 447 katholische (= 5,30 %) Einwohner |
| • 1961: | 495 evangelische (= 87,15 %), 63 katholische (= 11,90 %) Einwohner |

## Sehenswürdigkeiten

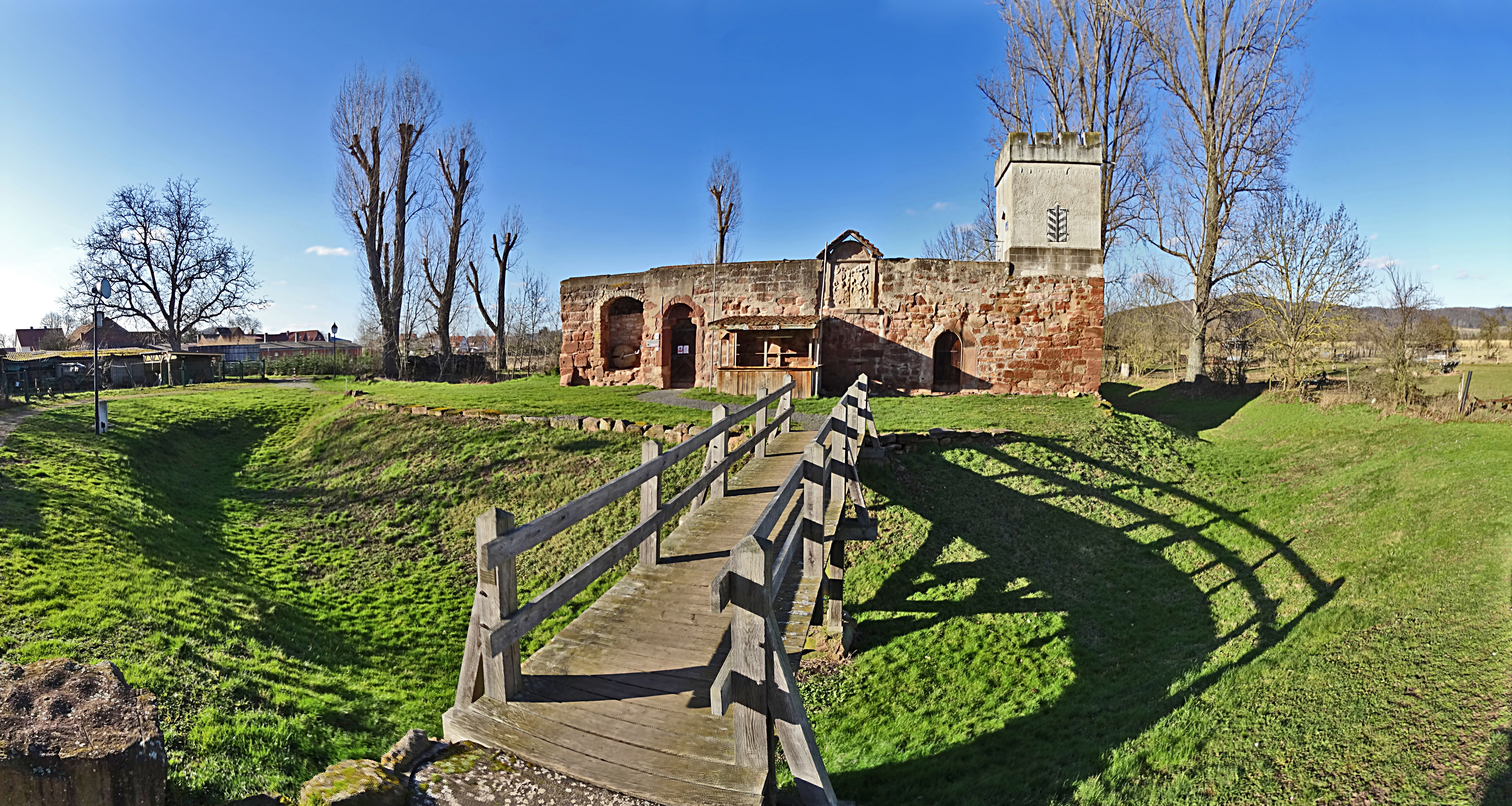
Wasserburg Aue

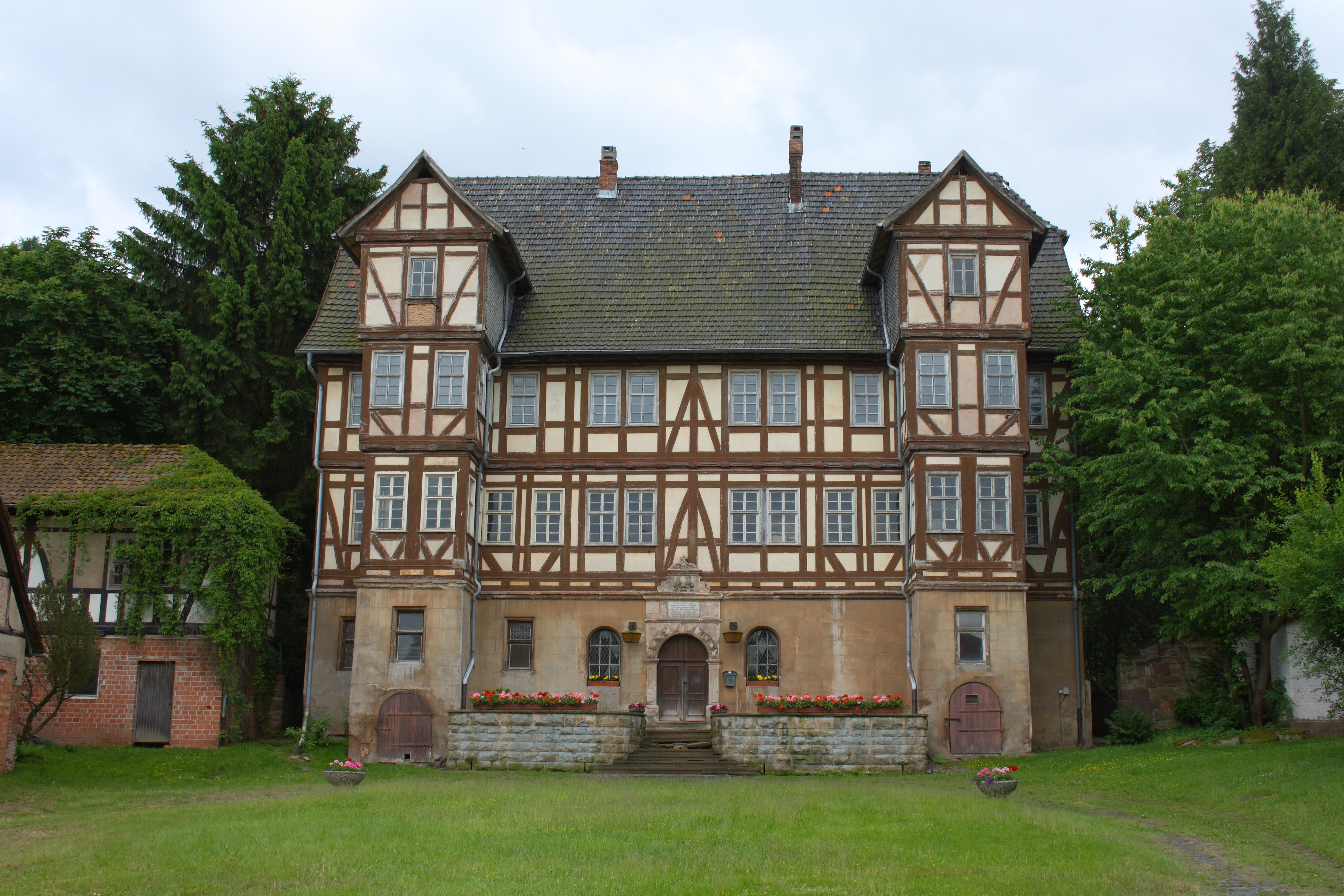
Herrenhaus des Rittergutes

- Ruine der Wasserburg Aue aus dem 12. Jahrhundert
- Herrenhaus des Ritterguts Aue, erbaut 1576
- Kirche aus dem 12. Jahrhundert
- Fachwerkhäuser

## Öffentliche Einrichtungen
In Aue gibt es ein Dorfgemeinschaftshaus, eine Turnhalle und einen Sportplatz.

## Persönlichkeiten
- Wilhelm Ludwig von Eschwege (* 15. November 1777 in Aue; † 1. Februar 1855 in Wolfsanger), Bergmann, Geologe und Geograph
- Gottfried Kümmell (* 25. März 1866 in Aue; † 17. Juli 1922 in Rostock), Professor für Physikalische Chemie